# Joan Jara
Joan Jara (tên khai sinh là Joan Alison Turner, 20 tháng 7 năm 1927 – 12 tháng 11 năm 2023) là một vũ công, nhà hoạt động người Anh-Chile, và là góa phụ của biểu tượng, nhà cộng sản và ca sĩ nhạc dân gian người Chile Víctor Jara. Kể từ khi ông qua đời, bà đã cống hiến mình để duy trì ký ức về ông, công việc của ông và những giá trị ông để lại. Bà viết cuốn sách An Unfinished Song: The Life of Victor Jara vào năm 1984, và thành lập Quỹ Víctor Jara.
Joan Jara qua đời tại Santiago vào ngày 12 tháng 11 năm 2023, thọ 96 tuổi.Theo báo cáo, cái chết của cô xảy ra hai tuần trước khi Barrentios bị dẫn độ khỏi Hoa Kỳ. Thi thể của cô sau đó sẽ được đặt tại Centro de Danza Espiral, trường dạy khiêu vũ mà cô thành lập cùng với người chồng đầu tiên, biên đạo múa người Chile Patricio Bunster , trước khi chôn cất bà vào ngày 15 tháng 11.

## Tiểu sử và sự nghiệp
Jara sinh ra ở Anh vào năm 1927. Bà gặp Víctor tại Đại học Chile năm 1961: ông học ca kịch và bà đã dạy các lớp khiêu vũ trong trường kịch. Tại thời điểm này, Jara cũng múa trong đoàn múa ballet quốc gia. Một lần khi bà đang hồi phục sau khi bị bệnh, Víctor đã tặng hoa cho bà và Jara phỏng đoán rằng ông đã lấy trộm từ công viên vì ông không dư dả gì. Jara đã có một đứa con gái chưa đầy một tuổi vào thời điểm này với người chồng trước, người mà bà đã ly thân. Người con gái này và Víctor rất thân thiết.

## Vụ kiện dân sự
Vào năm 2013, Jara đã đệ đơn kiện dân sự chống lại một cựu sĩ quan quân đội mà bà cho là chịu trách nhiệm về cái chết của chồng mình, Pedro Barrientos, người đã sống ở Florida khoảng 20 năm và trở thành công dân Hoa Kỳ thông qua hôn nhân.

### Phim tài liệu
- British Film Institute documentary film Compañero Víctor Jara of Chile directed by Martin Smith and Stanley Forman in 1974 available in four parts on YouTube.

 Tư liệu liên quan tới Joan Jara tại Wikimedia Commons